# Paolo Costa (politico)
Paolo Costa (Venezia, 23 luglio 1943) è un ex politico ed economista italiano, sindaco di Venezia dal 2000 al 2005.

## Biografia
Laureato in Economia e commercio, è stato rettore dell'Università Ca' Foscari Venezia.
Ha partecipato alla formazione del Governo Prodi I, ricoprendo l'incarico di Ministro dei lavori pubblici, in sostituzione di Antonio Di Pietro che aveva rassegnato le sue dimissioni
Nel 1993 gli fu assegnato il premio di Cafoscarino dell'anno.
Dal 13 luglio 2007 ricopre la carica di "commissario straordinario per l'ampliamento dell'insediamento militare americano all'interno dell'aeroporto “Dal Molin” di Vicenza".
Dal luglio 2008 è presidente dell'Autorità portuale di Venezia, ente gestore del porto di Venezia. È inoltre membro del consiglio direttivo di Assoporti, associazione che rappresenta le autorità portuali e i maggiori porti italiani.
Dal 14 luglio 2011 ricopre la carica di presidente del consiglio di amministrazione della SPEA - Ingegneria Europea.

### Sindaco di Venezia
È stato consigliere comunale e sindaco del Comune di Venezia (dal 2000 al 2005). Durante il suo mandato, nominato commissario alla ricostruzione della Fenice, nel 2003 ha restituito alla città il suo storico Teatro, che era andato completamente distrutto da un incendio qualche anno prima. Ha inoltre sovrinteso alla realizzazione del grande Parco di San Giuliano, inaugurato nel 2004, realizzato nel cuore dell'agglomerato urbano di Mestre, sulla gronda lagunare, bonificando e riconvertendo una vastissima area strappata ai depositi di materiali inquinanti.
Ha fatto parte dell'assemblea federale della Margherita.

### Europarlamentare
Dal 1999 al 2009 deputato del Parlamento europeo, rieletto nel 2004 per la lista Uniti nell'Ulivo nella circoscrizione Nord-Est. Costa ha ricevuto 91 000 preferenze. Aderisce al Partito Democratico Europeo, era iscritto al gruppo parlamentare dell'ALDE.
Nel Parlamento europeo è stato presidente della Commissione per i trasporti e il turismo; membro della Conferenza dei presidenti di commissione; della Commissione per il mercato interno e la protezione dei consumatori; della Commissione per la pesca; Delegazione per le relazioni con i paesi dell'Asia del Sud e l'Associazione per la cooperazione regionale dell'Asia del Sud (SAARC); della Delegazione per le relazioni con il Mercosur; della Delegazione all'Assemblea parlamentare euromediterranea.